# Budynek poczty głównej w Kłodzku
Budynek poczty głównej w Kłodzku – zabytkowy gmach położony na pl. Jagiełły 2, w centrum Kłodzka. Wzniesiony w latach 1878–1879 z przeznaczeniem na siedzibę Cesarskiego Urzędu Pocztowego (niem. Kaiserliches Postamt). Obiekt był przebudowany i rozbudowany na początku XX wieku. Po zakończeniu II wojny światowej pełnił funkcję poczty głównej w mieście (Urząd Pocztowy nr 1). Znajdowała się tu także siedziba lokalnego oddziału państwowego przedsiębiorstwa Polska Poczta, Telegraf i Telefon (PPTiT), a po jego podziale w 1991 roku Poczty Polskiej oraz Telekomunikacji Polskiej (do 1996 roku).

## Historia
Koncepcja budowy nowej poczty powstała w 1877 roku w związku ze zniesieniem obowiązującego do tej pory zakazu utrzymywania niezabudowanego pasa wokół fortyfikacji miejskich. Wraz z jego anulowaniem rozpoczął się proces przekształcania i rozwoju miasta, polegający na wyburzaniu murów i bram miejskich oraz burzliwej rozbudowy dotychczasowych przedmieść. Nową siedzibą poczty postanowiono ulokować na terenie dawnego Przedmieścia za Zieloną Bramą (niem. Grüne Thor Vorstadt), w miejscu gdzie krzyżowały się ważne drogi lokalne z północy na południe oraz z zachodu na wschód, który niedługo potem otrzymał nazwę placu Wilhelma (niem. Wilhelmsplatz) na cześć ówczesnego cesarza i współtwórcy zjednoczonych Niemiec Wilhelma I Hohenzollerna.
Działka, na której wzniesiono budynek poczty początkowo była własnością Johanna Nentwiga, miejscowego mistrza ciesielskiego, który na mocy umowy z dnia 29 grudnia 1877 roku zobowiązał się wznieść na zmówienie Królewskiej Głównej Dyrekcji Poczty stosowne budynki i wydzierżawić je, a następnie w przeciągu pięciu lat odsprzedać po kosztach własnych poczcie. Do właściwych prac budowlanych przystąpiono na początku 1878 roku. Nowy gmach poczty został uroczyście oddany do użytku 1 lipca 1879 roku. Ostateczna umowa kupna-sprzedaży na której położony był gmach została podpisana w 1883 roku przez dyrektora poczty we Wrocławiu Kühla i Johanna Nentwiga. Dotyczyła ona odstąpienie poczcie za cenę 151 tysięcy marek całej działki budowlanej wraz ze znajdującym się na niej budynkiem poczty, oficyną i podwórzem. Umowa ta została zatwierdzona przez dyrekcję w Berlinie w sierpniu tego samego roku i z dniem 1 kwietnia 1884 roku weszła w życie.
Nie jej znane nazwisko architekta kłodzkiej poczty. Wiadomo, że pierwszym jej dyrektorem został 1 sierpnia 1878 roku Albrecht, zaś po nich 14 listopada 1883 roku Kallnich. Drugi z dyrektorów jako aktywny członek Kłodzkiego Towarzystwa Górskiego (niem. Glatzer Gebirgsverein) opracował na łamach roczników wydawanych przez to stowarzyszenie dzieje poczty na ziemi kłodzkiej. Obok budynku głównego poczty wzniesiono także oficynę, w której znalazła się wozownia, poczekalnia dla podróżnych oczekujących na pocztowe dyliżansy, toalety oraz stajnia. Całość zespołu pocztowego ogrodzono parkanem. W 1886 roku z miejskiego wodociągu została do budynku doprowadzona woda, a w 1890 roku wybrukowano jego dziedziniec wykładając go tzw. kocimi łbami.
Po ponad dwudziestu latach okazało się, że budynek jednak za mały. Już w 1906 roku przebudowano część I piętra, wygospodarowując tam obszerne pomieszczenie dla urzędu telefonicznego. W 1912 roku rozpoczęto starania o pozwolenie na dalszą rozbudowę budynku. Wykonanie projektu budowy nowej dwukondygnacyjnej części przylegającej do istniejącego budynku od strony ówczesnej ulicy Gartenstrasse (obecnie Bohaterów Getta) zlecono wrocławskiemu architektowi Goebelowi. Rozbudowę tę przeprowadzono w latach 1916–1918. W tym czasie wprowadzono też elektryczność i centralne ogrzewanie. W 1929 roku starą wozownię przebudowano jako zamknięte garaże dla samochodów.
Po zakończeniu II wojny światowej gmach pełnił funkcję poczty głównej w mieście (Urząd Pocztowy nr 1). Znajdowała się tu także siedziba lokalnego oddziału państwowego przedsiębiorstwa Polska Poczta, Telegraf i Telefon (PPTiT), a po jego podziale w 1991 roku Poczty Polskiej oraz Telekomunikacji Polskiej (do 1996 roku). 3 grudnia 1984 roku budynek kłodzkiej poczty głównej został wpisany do rejestru zabytków województwa wałbrzyskiego (od 1999 roku województwa dolnośląskiego). Obiekt w ciągu ostatnich siedemdziesięciu lat przechodził liczne remonty i modernizacje mające na celu poprawę jego funkcjonalności.

## Architektura

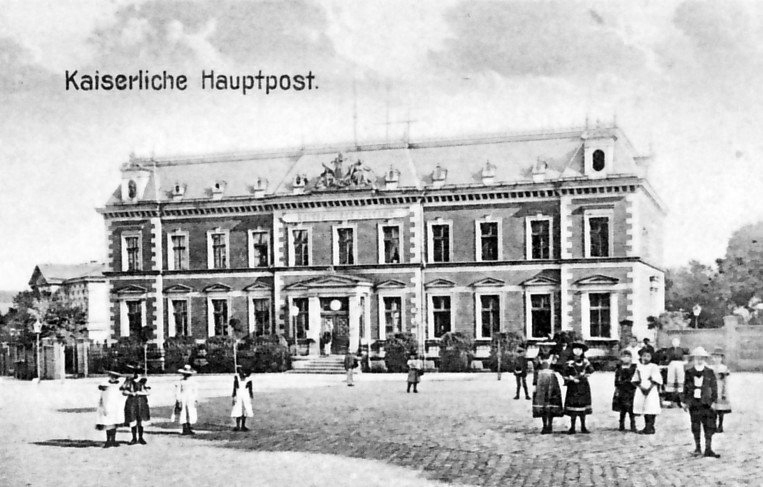
Poczta główna w Kłodzku pod koniec XIX wieku

Budynek kłodzkiej poczty głównej został wzniesiony w stylu eklektycznym, nawiązującym do modnych w tym czasie klasycyzujących prądów berlińskiej szkoły architektonicznej, z widocznymi elementami neorenesansowymi i neobarokowymi. Do dziś nie udało ustalić, kto był projektantem tego obiektu.
W dwukondygnacyjnym budynku oprócz pomieszczenia poczty i telegrafu znalazły się również mieszkania: dla dyrektora poczty (zajmujące część piętra) oraz dla niższego urzędnika poczty, które ulokowano w podwyższonej od strony podwórza kondygnacji dachowej. Obok budynku głównego wzniesiono na jego tyłach także oficynę, stanowiącej zaplecze poczty.
Pierwszej poważnej przebudowy obiektu dokonano w 1906 roku, wygospodarowując na pierwszym piętrze obszerne pomieszczenie dla urzędu telefonicznego. W 1915 roku opracowano koncepcję rozbudowy gmachu o dwukondygnacyjne skrzydło południowe. Wzniesiono je w latach 1916–1918. W tym czasie w budynku wprowadzono centralne ogrzewanie i elektryczność. W 1929 roku zaadaptowano dawne tereny wozowni na zamknięte garaże dla samochodów. Ostatnia przebudowa miała miejsce w 1941 roku, kiedy to w nowej części poczty przeprowadzono adaptację poddasza autorstwa Adolfa Ernsta.
Największymi walorami zabytkowymi kłodzkiej poczty głównej są: ceglano-kamienne elewacje wraz z rzeźbiarską grupą figuralną na frontonie, klatki schodowe i pomieszczenie biurowe na pierwszej, drugiej i trzeciej kondygnacji. Wielokrotne przebudowy budynku nadały mu kształt łuku. Obiekt ten jest stosunkowo długi. W centrum posiada ryzalit z dwoma bocznymi wejściami. Ponad nim umieszczono grupę rzeźb – dwie siedzące kobiety, personifikujące pocztę i transport. Odlane zostały ze stopu cyny i wykonane przez C. Dorna w 1877 roku, o czym świadczy jego sygnatura, która znajduje się na cokole.

## Galeria

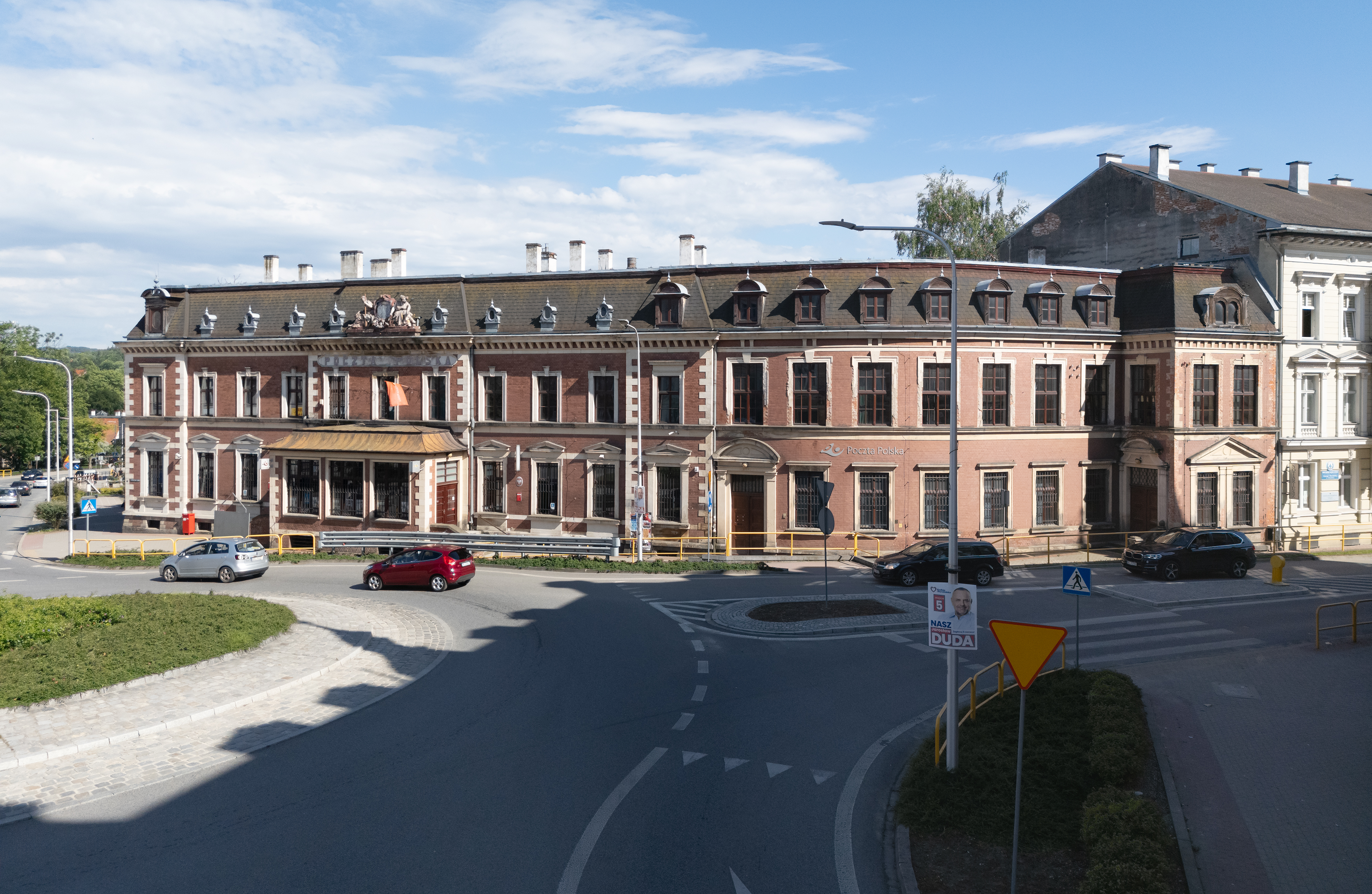
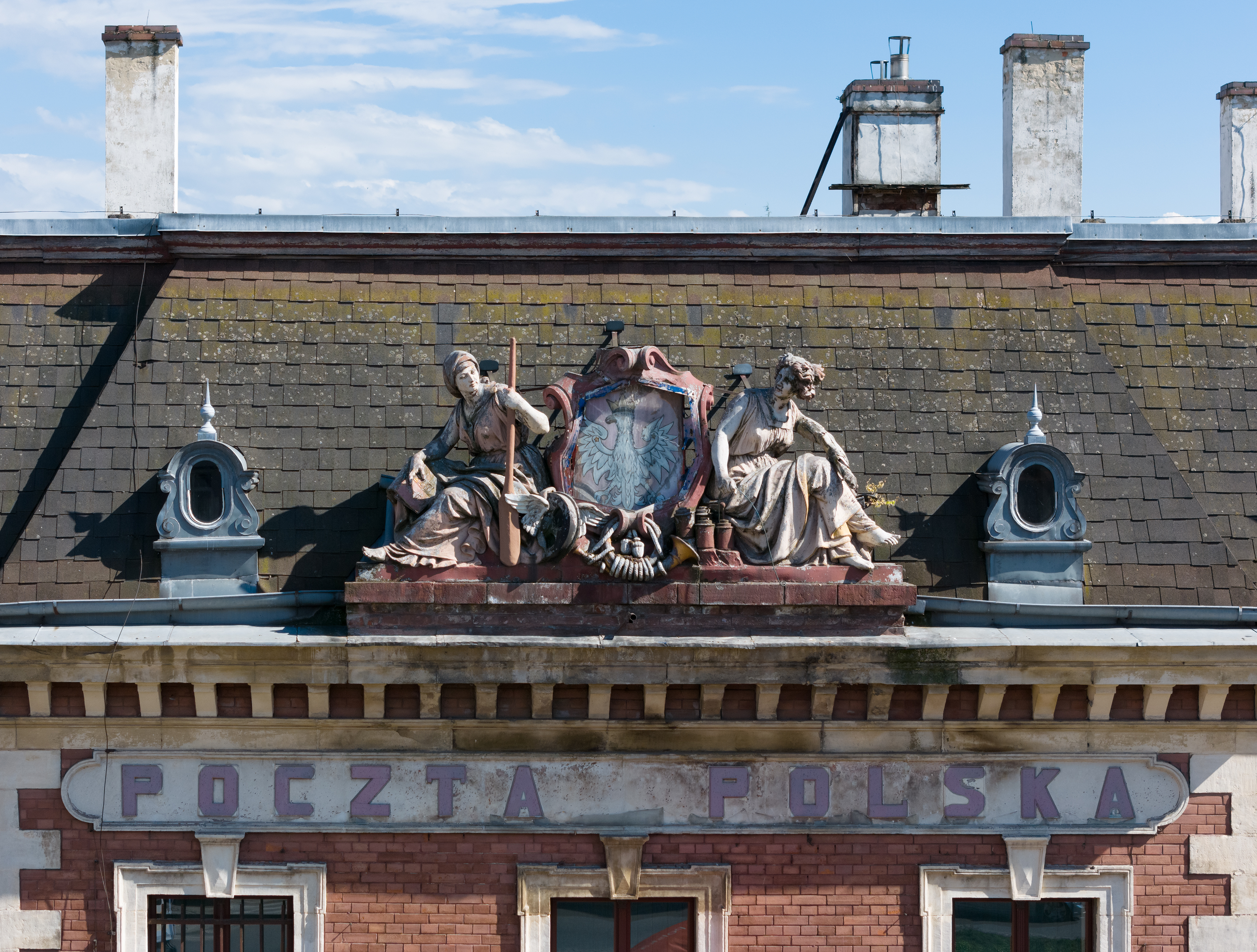
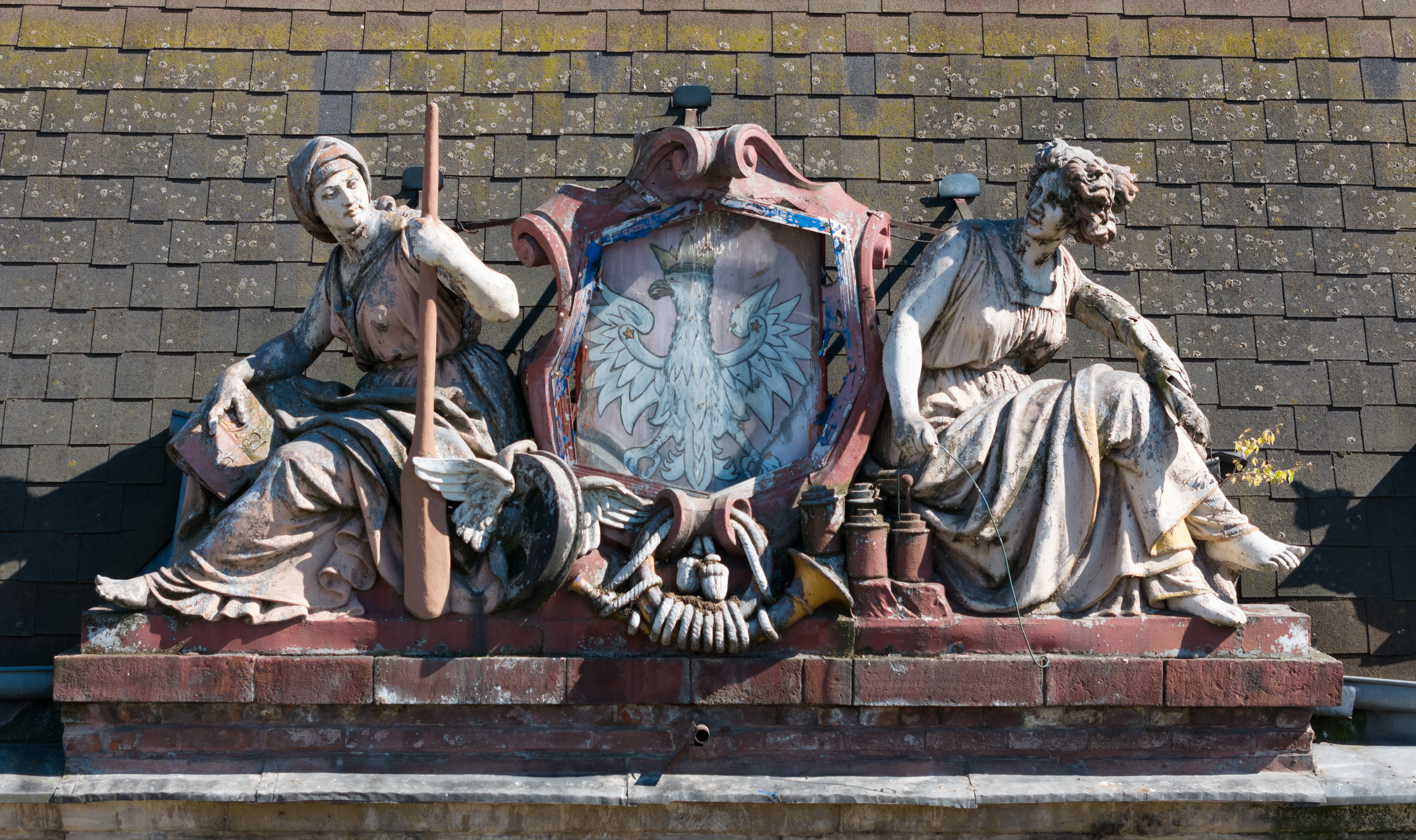
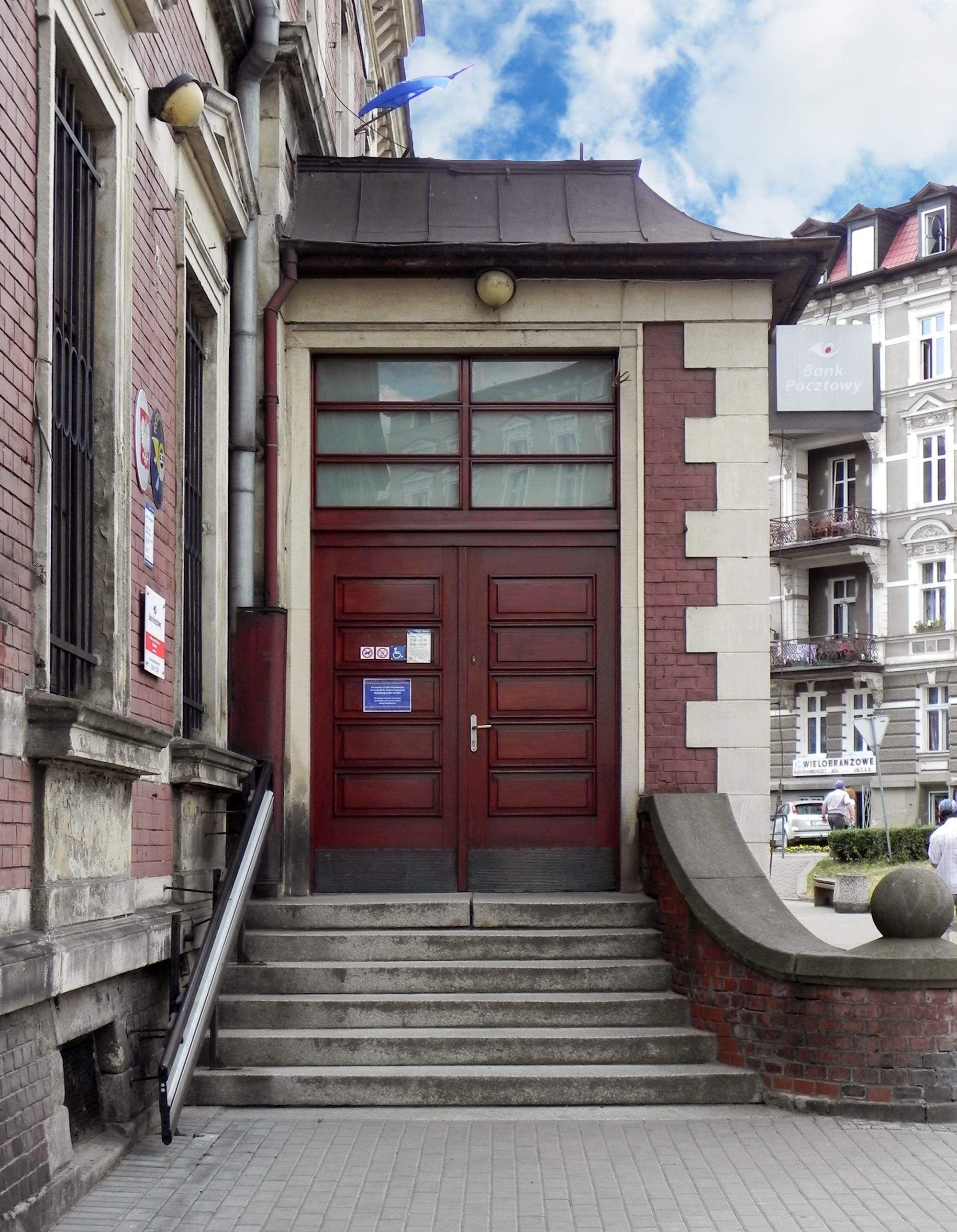
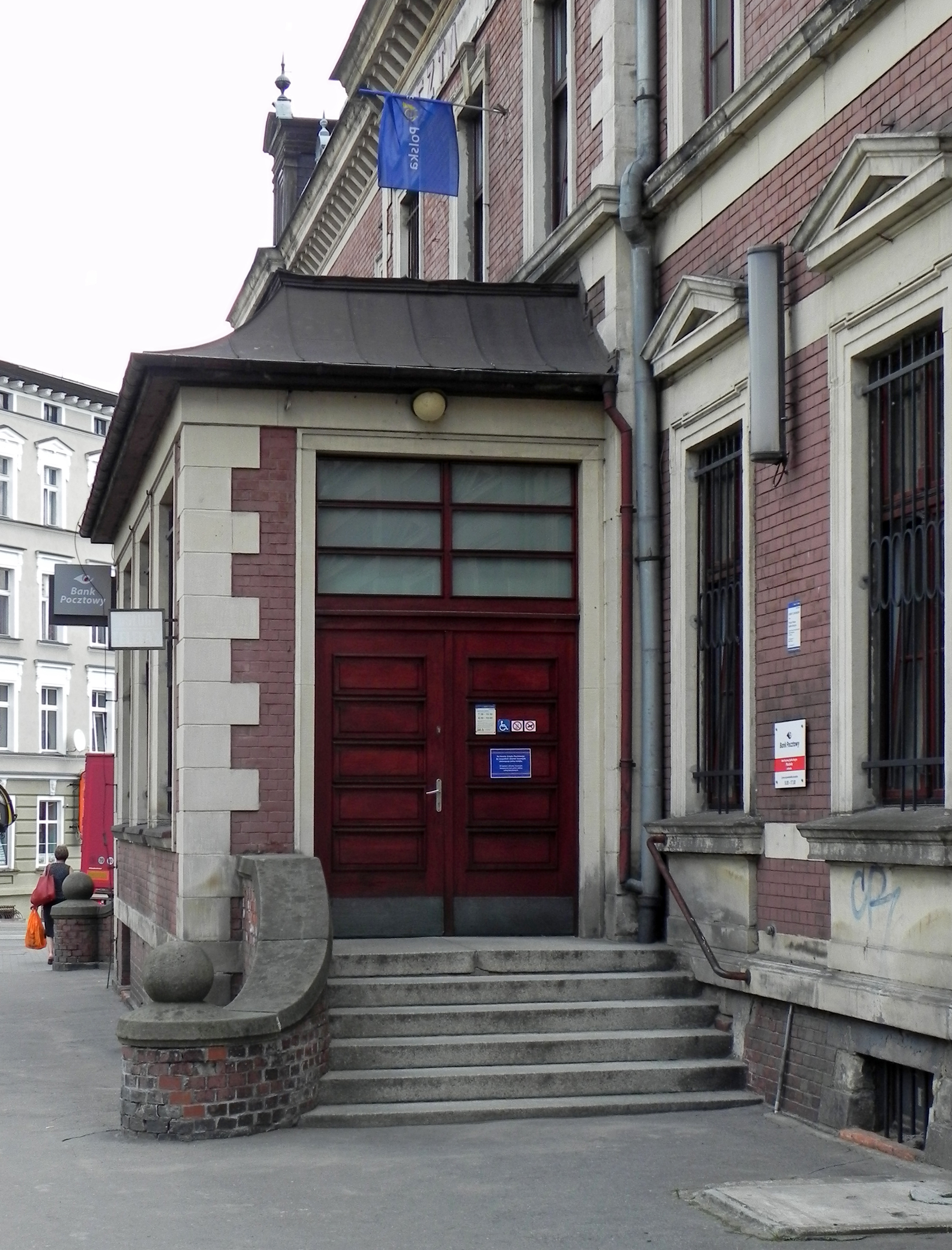
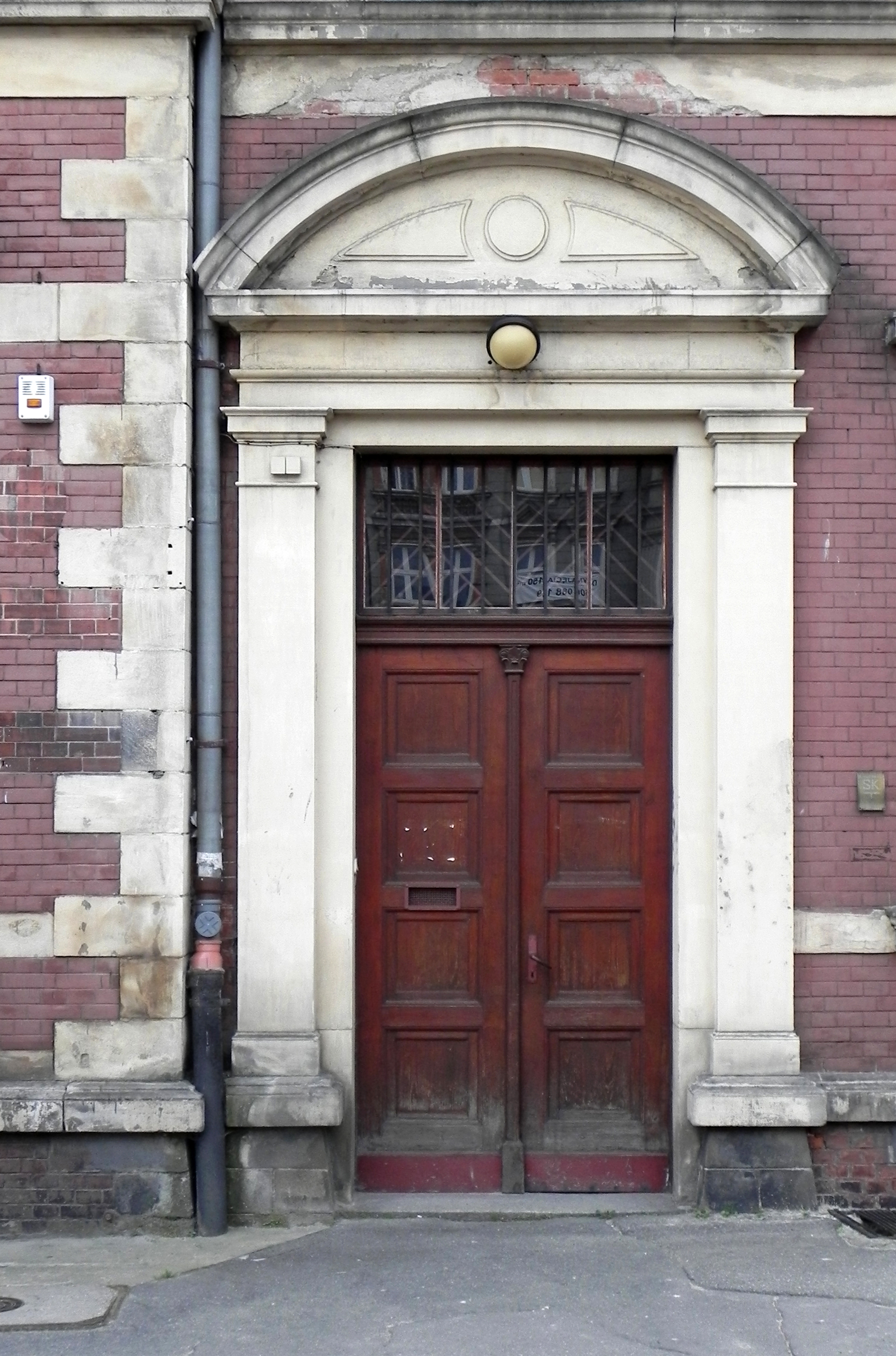
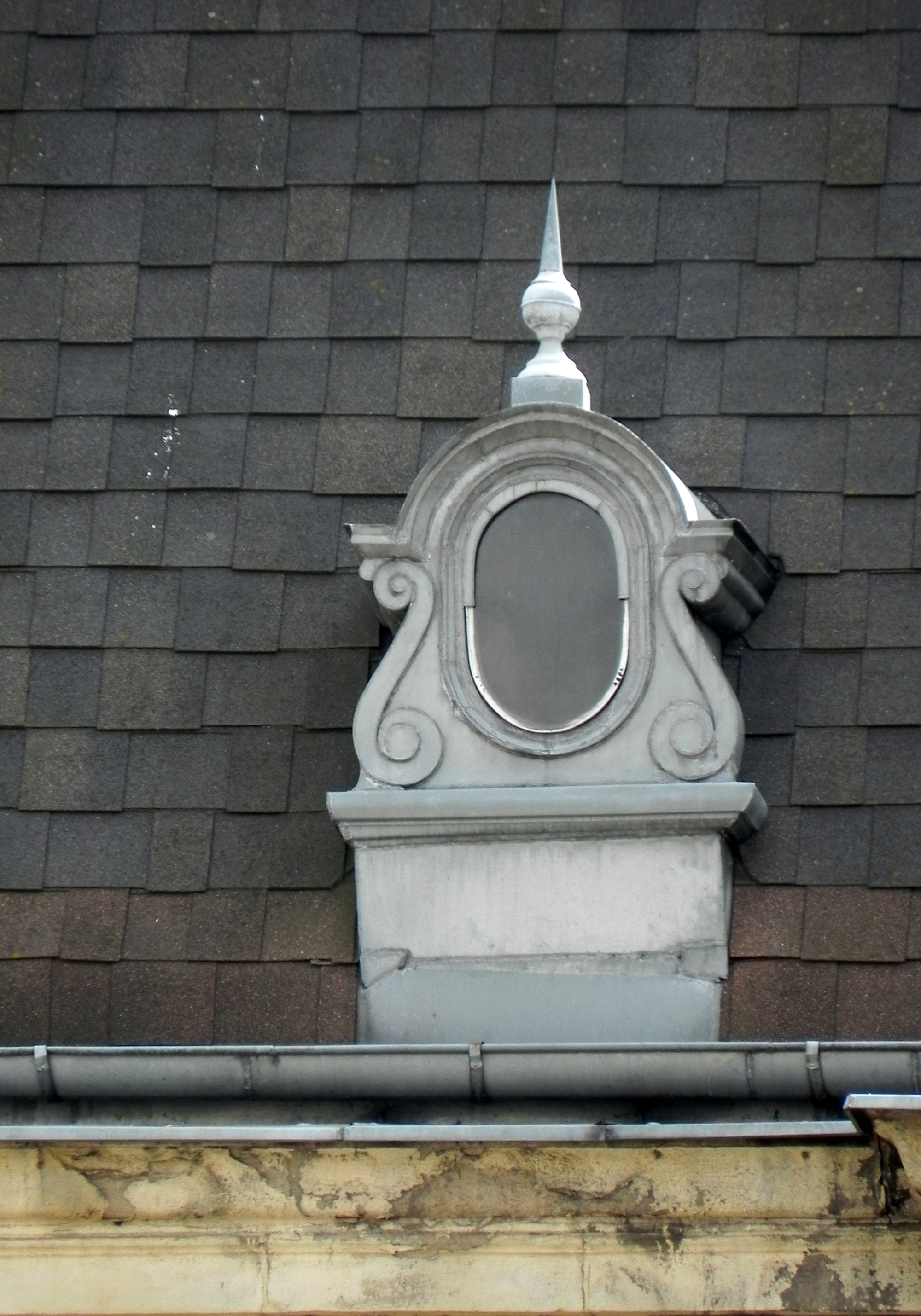
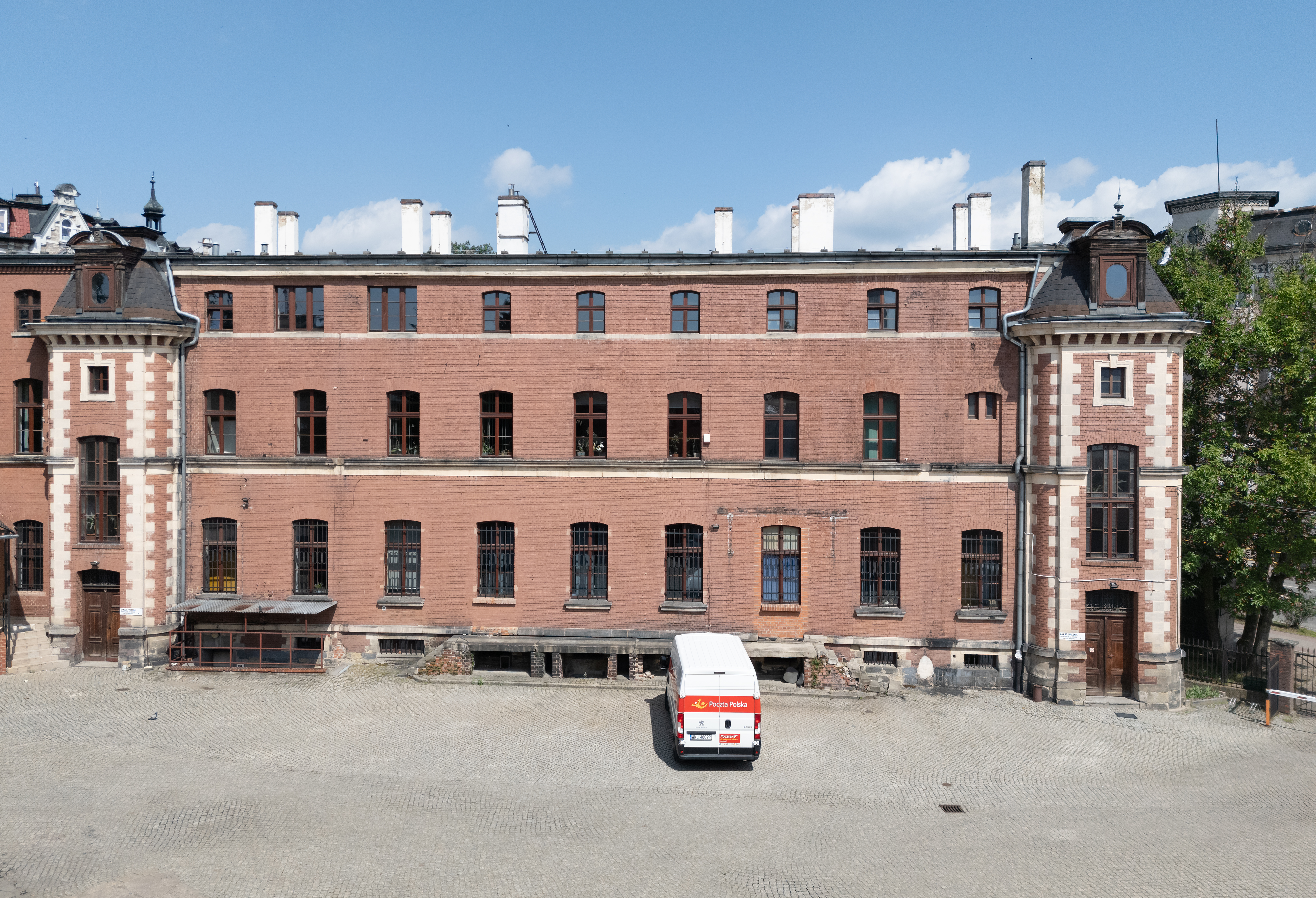

## Ciekawostki
- Jest to pierwsza znana siedziba kłodzkiej poczty. Lokalizacja poprzedniej nie jest ustalona. Wiadomo, iż pierwszy budynek poczty powstał w Kłodzku około 1827 roku i był prywatną własnością poczmistrza[7].
- W 1912 roku rozpoczęto starania o pozwolenie na dalszą rozbudowę budynku. Początkowo planowano nadbudować trzecią kondygnację, ale dwa lata później zmieniono koncepcję poszerzając obiekt o skrzydło południowe, co nadało budynkowi charakterystyczny łukowaty kształt[7].
- Makieta poczty głównej znajduje się w utworzonym w 2015 roku przy ul. Noworudzkiej w Kłodzku Parku Miniatur „Minieuroland”[14].